# Flickornas storslalom i alpin skidåkning vid olympiska vinterspelen för ungdomar 2020
Flickornas storslalom i alpin skidåkning vid olympiska vinterspelen för ungdomar 2020 hölls på Les Diablerets Alpine Centre, Schweiz, den 12 januari 2020.

## Resultat
Tävlingen startade med första åket klockan 10:00 och fortsatte med andra åket klockan 12:45.
| Pl. | Nr | Namn                        | Nation                  | Tid 1           | Pl. 1           | Tid 2           | Pl. 2           | Totalt          | Skillnad        |
| --- | -- | --------------------------- | ----------------------- | --------------- | --------------- | --------------- | --------------- | --------------- | --------------- |
| 1   | 7  | Amélie Klopfenstein         | Schweiz                 | 1.05,61         | 5               | 1.03,07         | 2               | 2.08,68         |                 |
| 2   | 13 | Rosa Pohjolainen            | Finland                 | 1.04,99         | 1               | 1.03,83         | 6               | 2.08,82         | +0,14           |
| 3   | 15 | Amanda Salzgeber            | Österrike               | 1.05,66         | 6               | 1.03,17         | 3               | 2.08,83         | +0,15           |
| 4   | 2  | Emma Resnick                | USA                     | 1.06,37         | 12              | 1.02,79         | 1               | 2.09,16         | +0,48           |
| 5   | 11 | Caitlin McFarlane           | Frankrike               | 1.05,48         | 3               | 1.03,78         | 5               | 2.09,26         | +0,58           |
| 6   | 14 | Lena Volken                 | Schweiz                 | 1.05,80         | 7               | 1.03,61         | 4               | 2.09,41         | +0,73           |
| 7   | 6  | Hanna Aronsson Elfman       | Sverige                 | 1.05,38         | 2               | 1.04,04         | 7               | 2.09,42         | +0,74           |
| 8   | 4  | Nicola Rountree-Williams    | USA                     | 1.05,95         | 8               | 1.04,06         | 8               | 2.10,01         | +1,33           |
| 9   | 3  | Sophie Mathiou              | Italien                 | 1.06,22         | 10              | 1.04,22         | 9               | 2.10,44         | +1,76           |
| 10  | 18 | Alica Calaba                | Italien                 | 1.06,26         | 11              | 1.04,23         | 10              | 2.10,49         | +1,81           |
| 11  | 22 | Maria Niederndorfer         | Österrike               | 1.06,19         | 9               | 1.04,55         | 12              | 2.10,74         | +2,06           |
| 12  | 5  | Chiara Pogneaux             | Frankrike               | 1.06,84         | 14              | 1.04,81         | 14              | 2.11,65         | +2,97           |
| 13  | 16 | Wilma Marklund              | Sverige                 | 1.06,84         | 14              | 1.04,82         | 15              | 2.11,66         | +2,98           |
| 14  | 33 | Rebeka Jančová              | Slovakien               | 1.07,15         | 18              | 1.04,67         | 13              | 2.11,82         | +3,14           |
| 15  | 1  | Delia Durrer                | Schweiz                 | 1.07,10         | 17              | 1.05,18         | 18              | 2.12,28         | +3,60           |
| 16  | 30 | Cathinka Lunder             | Norge                   | 1.07,30         | 20              | 1.05,17         | 17              | 2.12,47         | +3,79           |
| 17  | 10 | Annette Belfrond            | Italien                 | 1.08,69         | 28              | 1.04,34         | 11              | 2.13,03         | +4,35           |
| 18  | 17 | Barbora Nováková            | Tjeckien                | 1.07,42         | 24              | 1.05,81         | 20              | 2.13,23         | +4,55           |
| 19  | 25 | Jana Suau                   | Spanien                 | 1.08,26         | 25              | 1.04,99         | 16              | 2.13,25         | +4,57           |
| 20  | 31 | Anastasia Trofimova         | Ryssland                | 1.09,09         | 29              | 1.05,53         | 19              | 2.14,62         | +5,94           |
| 21  | 44 | Christina Bühler            | Liechtenstein           | 1.08,39         | 27              | 1.06,44         | 21              | 2.14,83         | +6,15           |
| 22  | 28 | Carla Mijares               | Andorra                 | 1.07,17         | 19              | 1.07,98         | 22              | 2.15,15         | +6,47           |
| 23  | 50 | Lee Hae-un                  | Sydkorea                | 1.11,17         | 38              | 1.08,02         | 23              | 2.19,19         | +10,51          |
| 24  | 57 | Julia Zlatkova              | Bulgarien               | 1.10,30         | 33              | 1.09,08         | 26              | 2.19,38         | +10,70          |
| 25  | 47 | Zoe Michael                 | Australien              | 1.11,03         | 37              | 1.08,76         | 24              | 2.19,79         | +11,11          |
| 26  | 12 | Yuka Wakatsuki              | Japan                   | 1.10,59         | 34              | 1.09,44         | 27              | 2.20,03         | +11,35          |
| 27  | 43 | Sofía Saint Antonin         | Argentina               | 1.10,70         | 35              | 1.09,63         | 28              | 2.20,33         | +11,65          |
| 28  | 48 | Kristiane Rør Madsen        | Danmark                 | 1.10,71         | 36              | 1.09,98         | 29              | 2.20,69         | +12,01          |
| 29  | 52 | Gabriela Hopek              | Polen                   | 1.12,05         | 40              | 1.09,01         | 25              | 2.21,06         | +12,38          |
| 30  | 54 | Katie Crawford              | Nya Zeeland             | 1.12,58         | 41              | 1.10,67         | 30              | 2.23,25         | +14,57          |
| 31  | 59 | Diana Andreea Renţea        | Rumänien                | 1.13,69         | 42              | 1.10,88         | 31              | 2.24,57         | +15,89          |
| 32  | 63 | Smiltė Bieliūnaitė          | Litauen                 | 1.18,02         | 46              | 1.17,37         | 32              | 2.35,39         | +26,71          |
| 33  | 61 | Maria Nikoleta Kaltsogianni | Grekland                | 1.21,55         | 48              | 1.17,85         | 33              | 2.39,40         | +30,72          |
| 34  | 64 | Wang Shengjie               | Kina                    | 1.25,66         | 51              | 1.21,23         | 34              | 2.46,89         | +38,21          |
| 35  | 69 | Georgia Epiphaniou          | Cypern                  | 1.23,88         | 50              | 1.23,40         | 35              | 2.47,28         | +38,60          |
| 36  | 71 | Ana Wahleithner             | Filippinerna            | 1.34,46         | 56              | 1.29,77         | 36              | 3.04,23         | +55,55          |
| 37  | 74 | Nichakan Chinupun           | Thailand                | 1.34,48         | 57              | 1.30,90         | 37              | 3.05,38         | +56,70          |
| 38  | 8  | Sarah Brown                 | Kanada                  | 1.09,19         | 30              | Fullföljde inte | Fullföljde inte | Fullföljde inte | Fullföljde inte |
| 38  | 9  | Emma Sahlin                 | Sverige                 | 1.07,34         | 21              | Fullföljde inte | Fullföljde inte | Fullföljde inte | Fullföljde inte |
| 38  | 19 | Alizée Dahon                | Frankrike               | 1.08,31         | 26              | Fullföljde inte | Fullföljde inte | Fullföljde inte | Fullföljde inte |
| 38  | 20 | Teresa Fritzenwallner       | Österrike               | 1.06,95         | 16              | Fullföljde inte | Fullföljde inte | Fullföljde inte | Fullföljde inte |
| 38  | 24 | Katharina Haas              | Tyskland                | 1.05,50         | 4               | Fullföljde inte | Fullföljde inte | Fullföljde inte | Fullföljde inte |
| 38  | 29 | Malin Sofie Sund            | Norge                   | 1.07,35         | 22              | Fullföljde inte | Fullföljde inte | Fullföljde inte | Fullföljde inte |
| 38  | 32 | Daisi Daniels               | Storbritannien          | 1.07,39         | 23              | Fullföljde inte | Fullföljde inte | Fullföljde inte | Fullföljde inte |
| 38  | 34 | Sara Madelene Marøy         | Norge                   | 1.09,81         | 32              | Fullföljde inte | Fullföljde inte | Fullföljde inte | Fullföljde inte |
| 38  | 37 | Dženifera Ģērmane           | Lettland                | 1.06,47         | 13              | Fullföljde inte | Fullföljde inte | Fullföljde inte | Fullföljde inte |
| 38  | 42 | Sophie Foster               | Storbritannien          | 1.09,36         | 31              | Fullföljde inte | Fullföljde inte | Fullföljde inte | Fullföljde inte |
| 38  | 51 | Esma Alić                   | Bosnien och Hercegovina | 1.13,74         | 44              | Fullföljde inte | Fullföljde inte | Fullföljde inte | Fullföljde inte |
| 38  | 60 | Abigail Vieira              | Trinidad och Tobago     | 1.15,03         | 45              | Fullföljde inte | Fullföljde inte | Fullföljde inte | Fullföljde inte |
| 38  | 62 | Sarah Escobar               | Ecuador                 | 1.21,77         | 49              | Fullföljde inte | Fullföljde inte | Fullföljde inte | Fullföljde inte |
| 38  | 68 | Daniela Payen               | Mexiko                  | 1.18,22         | 47              | Fullföljde inte | Fullföljde inte | Fullföljde inte | Fullföljde inte |
| 38  | 73 | Artemis Hoseyni             | Iran                    | 1.28,60         | 53              | Fullföljde inte | Fullföljde inte | Fullföljde inte | Fullföljde inte |
| 38  | 78 | Maria Issa                  | Libanon                 | 1.38,65         | 58              | Fullföljde inte | Fullföljde inte | Fullföljde inte | Fullföljde inte |
| 38  | 56 | Kateryna Shepilenko         | Ukraina                 | 1.13,69         | 42              | Diskvalificerad | Diskvalificerad | Diskvalificerad | Diskvalificerad |
| 38  | 76 | Tamara Popović              | Montenegro              | 1.34,29         | 55              | Diskvalificerad | Diskvalificerad | Diskvalificerad | Diskvalificerad |
| 38  | 46 | Maisa Kivimäki              | Finland                 | 1.11,83         | 39              | Startade inte   | Startade inte   | Startade inte   | Startade inte   |
| 38  | 75 | Hanle van der Merwe         | Sydafrika               | 1.34,18         | 54              | Startade inte   | Startade inte   | Startade inte   | Startade inte   |
| 38  | 77 | Nino Kurtanidze             | Georgien                | 1.27,78         | 52              | Startade inte   | Startade inte   | Startade inte   | Startade inte   |
| 38  | 21 | Nika Murovec                | Slovenien               | Fullföljde inte | Fullföljde inte | Fullföljde inte | Fullföljde inte | Fullföljde inte | Fullföljde inte |
| 38  | 23 | Alice Marchessault          | Kanada                  | Fullföljde inte | Fullföljde inte | Fullföljde inte | Fullföljde inte | Fullföljde inte | Fullföljde inte |
| 38  | 26 | Zita Tóth                   | Ungern                  | Fullföljde inte | Fullföljde inte | Fullföljde inte | Fullföljde inte | Fullföljde inte | Fullföljde inte |
| 38  | 27 | Matilde Schwencke           | Chile                   | Fullföljde inte | Fullföljde inte | Fullföljde inte | Fullföljde inte | Fullföljde inte | Fullföljde inte |
| 38  | 35 | Lara Klein                  | Tyskland                | Fullföljde inte | Fullföljde inte | Fullföljde inte | Fullföljde inte | Fullföljde inte | Fullföljde inte |
| 38  | 36 | Lina Knifič                 | Slovenien               | Fullföljde inte | Fullföljde inte | Fullföljde inte | Fullföljde inte | Fullföljde inte | Fullföljde inte |
| 38  | 38 | Anja Oplotnik               | Slovenien               | Fullföljde inte | Fullföljde inte | Fullföljde inte | Fullföljde inte | Fullföljde inte | Fullföljde inte |
| 38  | 39 | Vanina Guerillot            | Portugal                | Fullföljde inte | Fullföljde inte | Fullföljde inte | Fullföljde inte | Fullföljde inte | Fullföljde inte |
| 38  | 40 | Noa Szollos                 | Israel                  | Fullföljde inte | Fullföljde inte | Fullföljde inte | Fullföljde inte | Fullföljde inte | Fullföljde inte |
| 38  | 41 | Esperanza Pereyra           | Argentina               | Fullföljde inte | Fullföljde inte | Fullföljde inte | Fullföljde inte | Fullföljde inte | Fullföljde inte |
| 38  | 45 | Zoja Grbović                | Serbien                 | Fullföljde inte | Fullföljde inte | Fullföljde inte | Fullföljde inte | Fullföljde inte | Fullföljde inte |
| 38  | 49 | Adalbjörg Lilly Hauksdóttir | Island                  | Fullföljde inte | Fullföljde inte | Fullföljde inte | Fullföljde inte | Fullföljde inte | Fullföljde inte |
| 38  | 53 | Mia Nuriah Freudweiler      | Pakistan                | Fullföljde inte | Fullföljde inte | Fullföljde inte | Fullföljde inte | Fullföljde inte | Fullföljde inte |
| 38  | 55 | Isabella Davis              | Australien              | Fullföljde inte | Fullföljde inte | Fullföljde inte | Fullföljde inte | Fullföljde inte | Fullföljde inte |
| 38  | 58 | Emma Austin                 | Irland                  | Fullföljde inte | Fullföljde inte | Fullföljde inte | Fullföljde inte | Fullföljde inte | Fullföljde inte |
| 38  | 65 | Alexandra Troitskaya        | Kazakstan               | Fullföljde inte | Fullföljde inte | Fullföljde inte | Fullföljde inte | Fullföljde inte | Fullföljde inte |
| 38  | 66 | Mina Baştan                 | Turkiet                 | Fullföljde inte | Fullföljde inte | Fullföljde inte | Fullföljde inte | Fullföljde inte | Fullföljde inte |
| 38  | 67 | Lee Wen-yi                  | Kinesiska Taipei        | Fullföljde inte | Fullföljde inte | Fullföljde inte | Fullföljde inte | Fullföljde inte | Fullföljde inte |
| 38  | 70 | Valeriya Kovaleva           | Uzbekistan              | Fullföljde inte | Fullföljde inte | Fullföljde inte | Fullföljde inte | Fullföljde inte | Fullföljde inte |
| 38  | 72 | Audrey King                 | Hongkong                | Fullföljde inte | Fullföljde inte | Fullföljde inte | Fullföljde inte | Fullföljde inte | Fullföljde inte |